# Drosophila xuthoptera
Drosophila xuthoptera är en tvåvingeart som beskrevs av Elmo Hardy 1965. Drosophila xuthoptera ingår i släktet Drosophila och familjen daggflugor.
Artens utbredningsområde är Hawaii.